# 대학 학과 능력 측험

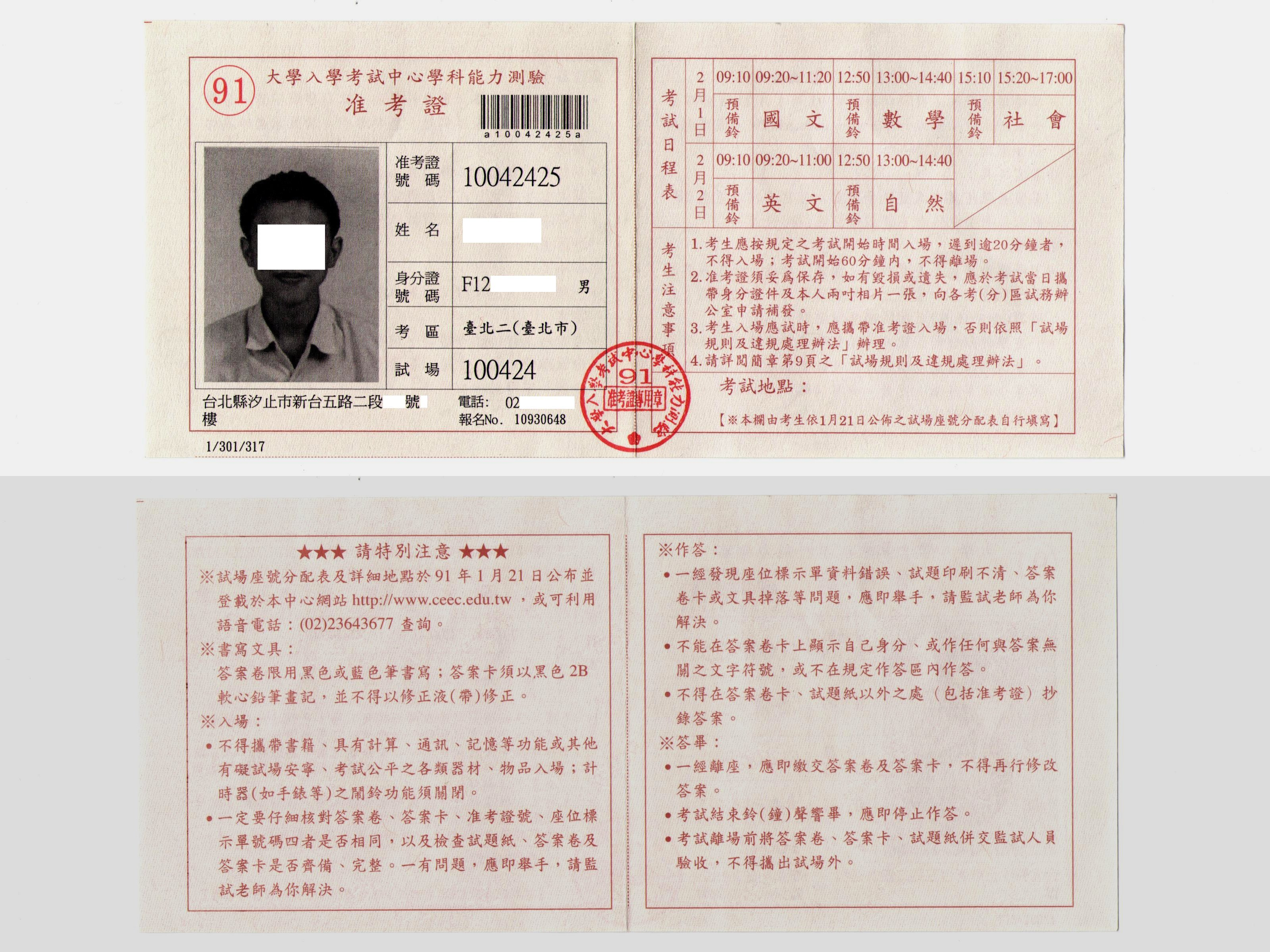

대학 학과 능력 측험(大學學科能力測驗)은 타이완에서 실시되는 시험 제도이다. 학생의 대학 진학에 필요한 기초 학력을 갖추고 있는지를 시험하는 대학 입시 시스템의 일종이다. 재단법인 대학 입학 고시 중심이 시험을 실시한다. 원서는 11월에 제출하고, 1월 말부터 2월 초에 걸쳐 시험이 실시된다.